# Naturschutzgebiet Verlo
Koordinaten: 51° 19′ 15″ N, 8° 11′ 52″ O
Das Naturschutzgebiet Verlo mit einer Flächengröße von 6,02 h ha liegt südlich Wallen im Stadtgebiet von Meschede. Es wurde 2020 vom Kreistag des Hochsauerlandkreises mit dem Landschaftsplan Meschede als Naturschutzgebiet (NSG) ausgewiesen. Von 1994 bis 2020 gehörte die heutige NSG-Fläche zum Landschaftsschutzgebiet Meschede.

## Gebietsbeschreibung
Bei der Bergkuppe Verlo handelt es sich um eine Sandsteinklippe aus den weicheren mitteldevonischen Sedimentgesteinen der Grevensteiner Berge. Der Wald ist ein naturnah bewirtschafteter Hainsimsen-Buchenwald.

## Schutzzweck
Zum Schutzzweck des NSG führt der Landschaftsplan auf: „Erhaltung eines repräsentativen Bestandes der natürlichen Waldgesellschaften im Übergang der Homert-Ausläufer in die „Caller Schweiz“; damit auch Sicherung der darauf fußenden Lebensgemeinschaften in Flora und Fauna (hier auch: störungsempfindliche Waldvogelarten); Sicherung von ursprünglichen Waldbildern in der umgebenden, Nadelholz-dominierten Waldlandschaft und von prägenden Klippenzonen unter landeskundlichen Aspekten.“

## Festgesetzte Entwicklungsmaßnahme
Auf einer Festsetzungskarte des Landschaftsplans im Ostteil des NSG soll der Wald der natürlichen Entwicklung überlassen werden. Die Anlage von Klein-Gattern zur Förderung verbissgefährdeter natürlicher Verjüngung und Entwicklung der Krautschicht ist erlaubt.